# Hedia Trabelsi
Hedia Trabelsi – (2 de enero de 1992) es una deportista tunecina que compite en lucha libre. Ganó dos medallas en el Campeonato Africano entre los años 2011 y 2013. Obtuvo una medalla de bronce en los Juegos Mediterráneos de 2009. 

## Palmarés internacional
| Campeonato Africano  | Campeonato Africano | Campeonato Africano | Campeonato Africano |
| Año                  | Lugar               | Medalla             | Categoría           |
| -------------------- | ------------------- | ------------------- | ------------------- |
| 2011                 | Dakar (Senegal)     | Medalla de bronce   | 51 kg               |
| 2013                 | Yamena (Chad)       | Medalla de bronce   | 51 kg               |
| Juegos Mediterráneos |                     |                     |                     |
| Año                  | Lugar               | Medalla             | Categoría           |
| 2009                 | Pescara (Italia)    | Medalla de bronce   | 51 kg               |